# Ventress
Ventress es un lugar designado por el censo ubicado en la parroquia de Pointe Coupee en el estado estadounidense de Luisiana. En el Censo de 2010 tenía una población de 890 habitantes y una densidad poblacional de 121,9 personas por km².

## Geografía
Ventress se encuentra ubicado en las coordenadas 30°40′57″N 91°25′54″O / 30.68250, -91.43167. Según la Oficina del Censo de los Estados Unidos, Ventress tiene una superficie total de 7.3 km², de la cual 5.24 km² corresponden a tierra firme y (28.17%) 2.06 km² es agua.

## Demografía
Según el censo de 2010, había 890 personas residiendo en Ventress. La densidad de población era de 121,9 hab./km². De los 890 habitantes, Ventress estaba compuesto por el 91.57% blancos, el 6.74% eran afroamericanos, el 0.11% eran amerindios, el 0% eran asiáticos, el 0% eran isleños del Pacífico, el 0.45% eran de otras razas y el 1.12% pertenecían a dos o más razas. Del total de la población el 2.7% eran hispanos o latinos de cualquier raza.